# Grovabræen
Grovabræen (norsk: Grovabreen) er en isgletsjer i Jølster og Førde kommuner i Vestland fylke i Norge. Den ligger sydvest for Jostedalsbræen og har et areal på 20 km² og en længde på 6 km, hvilket gør den til den 21. største isbræ i Norge hvis man ser bort fra Svalbard. Den ligger i en højde af 1.636 moh.
Grova ligger mellem Jølstravatnets østlige arm, Kjøsnesfjorden, og Grøndalen, der er den øverste del af Haukedalen. Grovabræen ligger i den sydvestlige del af Jostedalsbreen nationalpark. 
Øst for bræen ligger Sygnesandsnipa og mod vest Søthaugsfjellet.

## References
1. ↑  Henriksen, Petter (red.). "Grovabreen". Store norske leksikon (norsk). Oslo: Kunnskapsforlaget. Hentet 14. februar 2013.

61°29′33″N 6°31′18″Ø / 61.49250°N 6.52167°Ø